# Roman Petrović
Roman Petrović (polj. Roman Petrowicz; Donji Vakuf, 1896. – Sarajevo, 1947.), bosanskohercegovački je slikar ukrajinsko-poljskog podrijetla.

## Životopis
Roman Petrović je rođen 1896. godine u Donjem Vakufu. Po ocu bio je Ukrajinac, po majci Poljak. Gimnaziju je pohađao u Sarajevu i Mostaru. Njegov otac Ivan, bio je službenik u austrougarskoj Bosni i Hercegovini, ali i slikar amater. Oduševljen slikarskim talentom svog sina šalje ga na studij u Petrograd. U tom gradu se ne zadržava dugo, nego studije nastavlja u Krakovu, Zagrebu i Budimpešti, gdje je završio svoj studij. U Parizu je boravio od 1925 do 1927. godine. Kao profesionalni slikar mogao je mnogo bolje živjeti i većeg uspjeha imati u Ljubljani, Zagrebu ili Beogradu. Početkom 20. stoljeća Sarajevo nije imalo neku posebnu likovnu tradiciju. Osim trećerazrednih slikara koji su stigli u grad s austrijskom okupacijom i prve generacije bosanskohercegovačkih slikara, Bosna i Hercegovina nije imala ni slikara.  Međutim, Roman Petrović je volio Sarajevo više nego ono njega i rijetko je u tom gradu doživljavao trenutke razumijevanja. Za njega nije bilo radnog mjesta u školama. Da bi preživio radio je na kazališnim scenografijama, slikao freske i ikone za ikonostase u pravoslavnim crkvama, ilustracije za knjige, portrete po narudžbi. Svojim realizmom pretežno ekspresionističke tendencije utjecao je na mlađe bosanske slikare, na Ismeta Mujezinovića i Micu Todorović. Jedan je od osnivača Udruge likovnih umjetnika Bosne i Hercegovine. Petrović spada u najznačajnije bosanskohercegovačke likovne umjetnike. Pored njega se tu nalaze Vojo Dimitrijević, Ismet Mujezinović, Daniel Ozmo i Mica Todorović.
Umro je u Sarajevu 1947. godine. Jedna galerija u Sarajevu nosi njegovo ime. U Umjetničkoj galeriji Bosne i Hercegovine prema službenim podatcima pohranjeno je 165 njegovih djela.

## Djela
- Krik
- Oslikavanje Saborne crkve u Sarajevu
- Krovovi Sarajeva
- Branislav Nušić, karikatura
- Ikonostas i ikone u Crkvi Uspenja Presvete Bogorodice u Mokrom
- Freske u Crkvi sv. proroka Ilije – Romanijska Lazarica u Sokocu
- Freske u Crkvi Uspenja Presvete Bogorodice u Travniku
- Portret sestre
- Autoportret
- Djeca ulice
- U šumi, crteš krejonom
- Alagorija, akvarelisani drvorez

## Vanjske povezice
- Roman Petrović